# Il tatuato
Il tatuato (Raphaël le tatoué) è un film del 1939 diretto da Christian-Jaque.

## Trama
Per salvarsi da una situazione incresciosa, un guardiano notturno inventa l'esistenza di un fratello gemello. Il suo datore di lavoro decide di sfruttare l'occasione: vuole vincere una corsa automobilistica nella quale è vietato il cambio dei piloti. Il nostro, nonostante i comprensibili guai, riporta una splendida vittoria.